# Parc oriental de Maulévrier
Pour les articles homonymes, voir Maulévrier (homonymie).
Le parc oriental de Maulévrier est un jardin japonais situé à Maulévrier en Maine-et-Loire en France. Avec une surface de 29 hectares, il est le plus vaste jardin japonais d'Europe,,,.

## Description
Surplombé par le château Colbert du XVIIIe siècle, le parc est organisé autour d'un lac artificiel alimenté par la Moine qui le traverse d'est en ouest (l'eau représente environ 3/10e de la surface paysagée) dans un val profond. Le parc est un arboretum, d'environ 300 plantes, dont azalées, camélias, rhododendrons, érables du Japon, ginkgo biloba et d’autres, le tout agrémentées d'éléments de décor traditionnel des jardins japonais comme les portiques peints en rouge (torii), les lanternes en pierre (Tōrō), ou la réplique d'un temple bouddhiste khmer.
Il offre de nombreuses perspectives, que ce soit en longeant les rives du lac qui se scinde en deux parties, ou en grimpant les coteaux du val, où se découvrent des vues plongeantes.

## Situation
Le parc oriental, traversé par la Moine, se situe au sud du bourg et du château de Maulévrier. Il est limité à l'ouest par le viaduc qui permet à l'ancienne ligne ferroviaire de La Possonnière à Niort de traverser la Moine, et à l'est par la route départementale 20, venant de Saint-Pierre-des-Échaubrognes.

## Historique

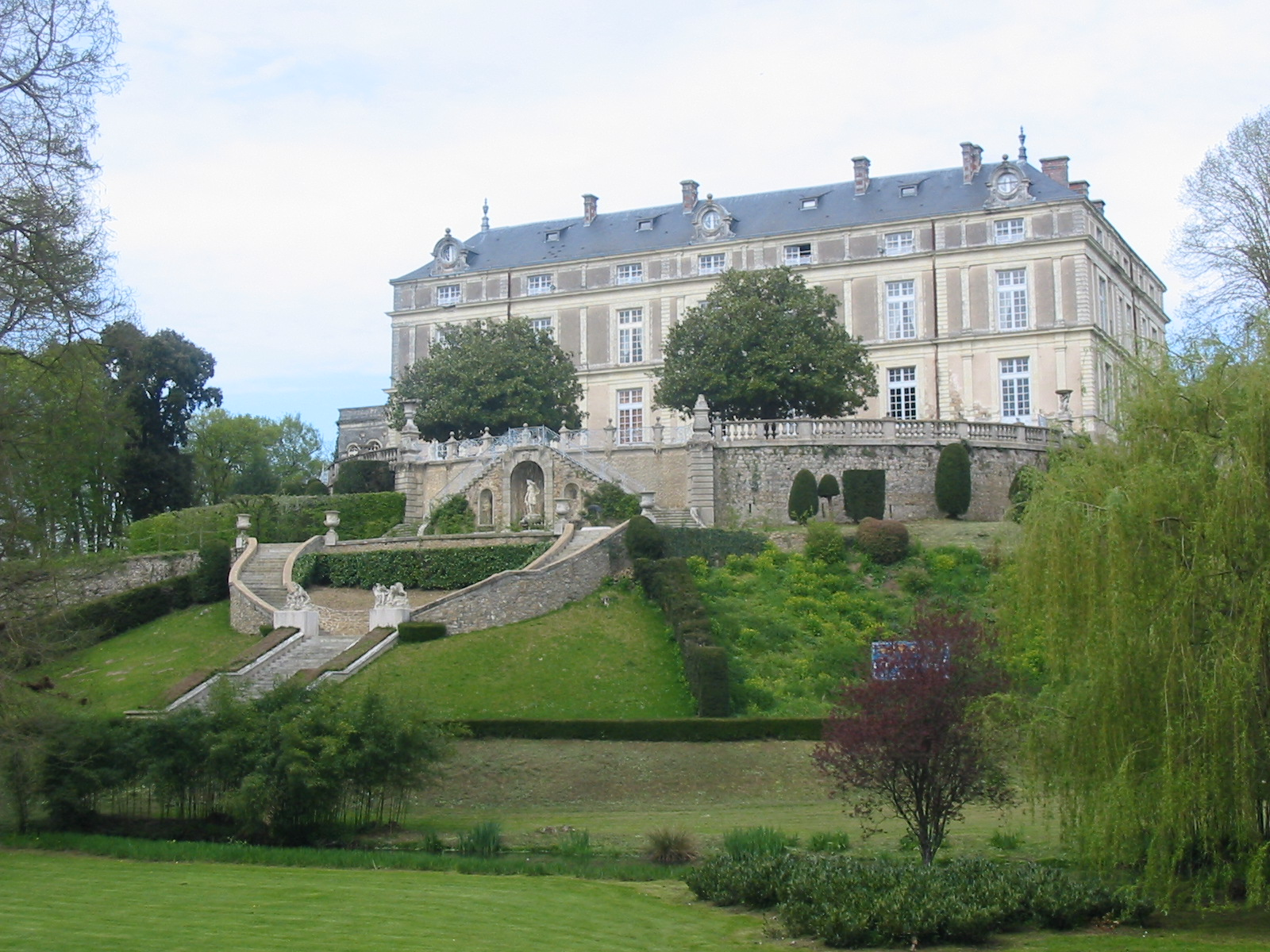
Le château Colbert vu du parc.

Au XVIIe siècle, Édouard-François Colbert (1633-1696), lieutenant général des armées du roi, frère de Jean-Baptiste Colbert, l'un des principaux ministres de Louis XIV, achète les restes de l'ancienne forteresse de Maulévrier et fait construire un nouveau château. Le château est incendié pendant la guerre de Vendée et la bataille de Maulévrier alors que Stofflet en a fait une de ses places fortes et du parc un hôpital de campagne. Le château est reconstruit à partir de 1815, avec un parc romantique boisé à l'anglaise. Le domaine du château-Colbert est acquis de M. Guerry de Beauregard, veuf de la dernière descendante des Colbert, par le maulévrais Eugène Bergère, gendre du riche industriel choletais Pellaumail, en 1895,.

### Le premier parc oriental de Alexandre Marcel
Un parc oriental y est créé entre 1899 et 1913, par l'architecte parisien Alexandre Marcel (1860-1928), concepteur du pavillon du Tour du Monde, du pavillon du Cambodge pour l'Exposition universelle de 1900 à Paris et de la Pagode rue de Babylone à Paris, qui venait tout juste d'épouser Madeleine la fille de Bergère. Ainsi, il habite souvent dans le château, dont il refait les décors et supervise l'aménagement paysager d'inspiration japonaise. Les éléments khmers du parc sont reproduits à partir de moules des pièces exposées lors de l'Exposition universelle de 1900.
Il fait planter des végétaux chinois, thaïlandais, japonais et européens. Le jardin est entretenu par 20 à 40 jardiniers jusqu'en 1940.

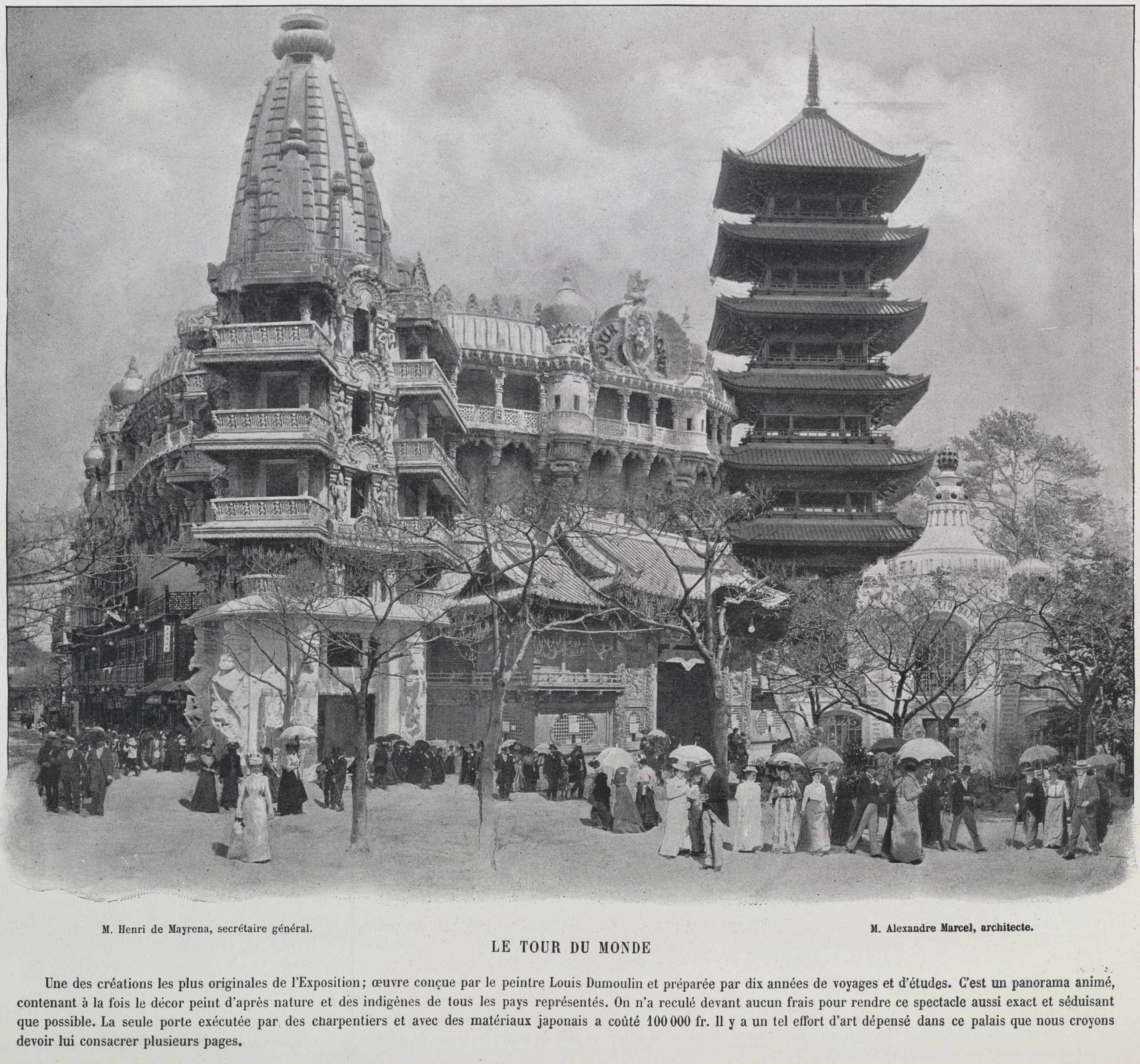
Le Tour du Monde, bâtiment conçu par Alexandre Marcel, qui présente en un seul lieu l'architecture d'Extrême-Orient à l'Exposition universelle 1900.
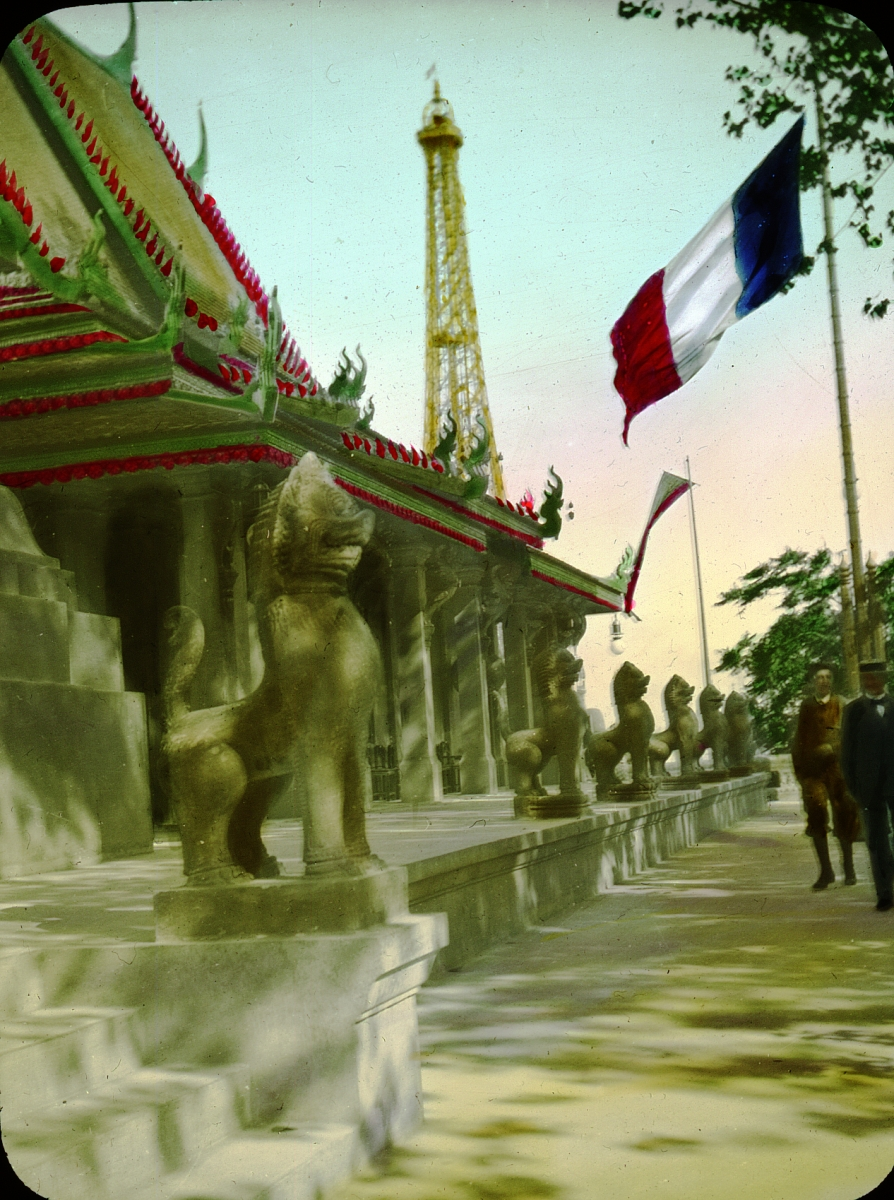
Les sculptures khmères du pavillon du Cambodge à l'Exposition universelle de 1900.
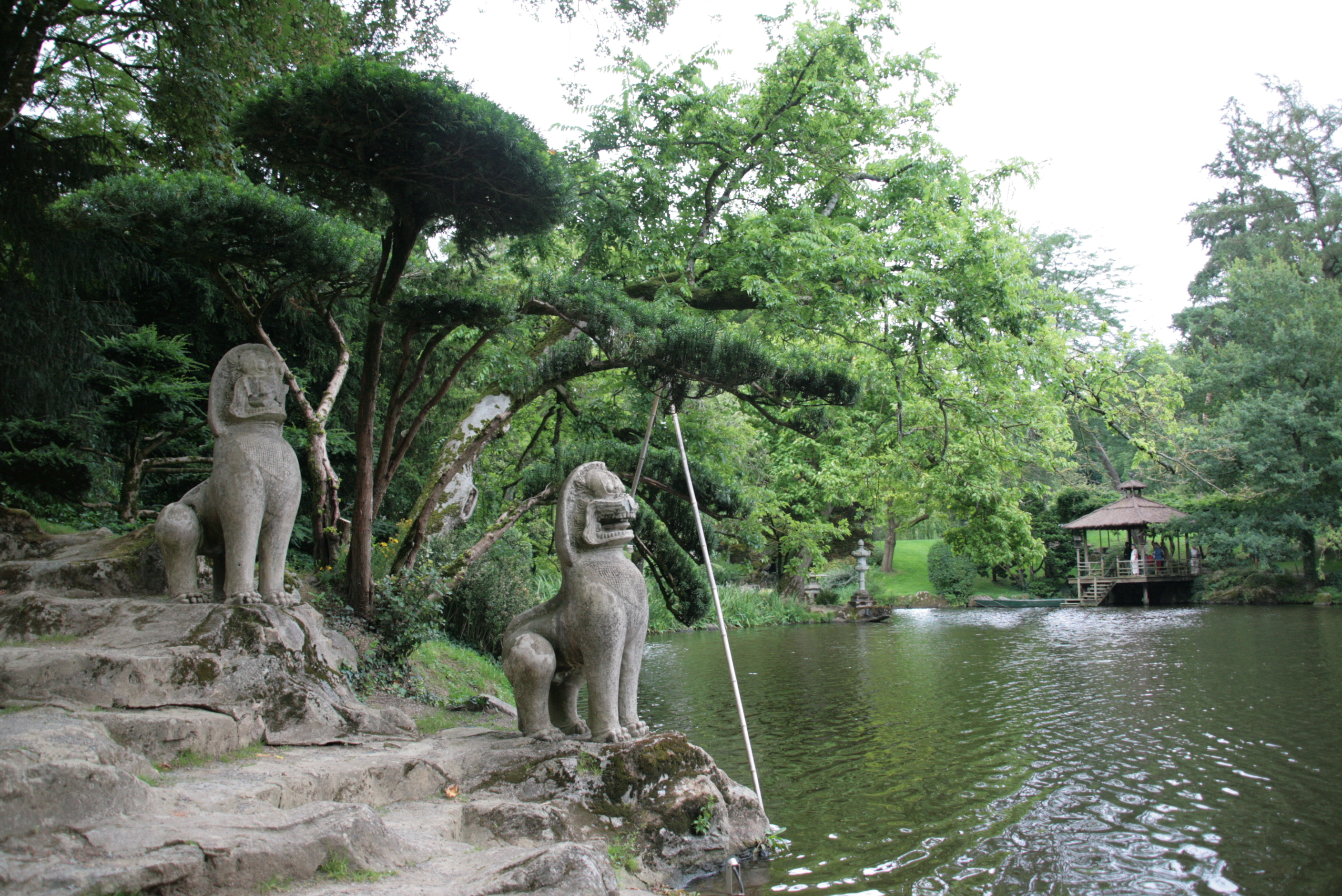
Aujourd'hui les sculptures khmères au parc de Maulévrier.

Après sa mort, son épouse Madeleine continue d'y résider jusqu'à son propre décès en 1945, à la suite de quoi le parc tombe dans la désolation pendant 40 ans. Le parc est cédé en 1945 puis en 1954, propriété de religieux puis d'exploitants agricoles.
En 1977, la propriété du château est scindée en trois.

### Aujourd'hui un jardin remarquable, inspiré du Japon
La commune de Maulévrier rachète le parc en 1980, alors complètement abandonné, tandis que son inspiration orientale avait été oubliée, perdue sous une végétation sauvage. La réouverture au public a lieu le 15 juin 1985. Sa restauration commence en 1987, basée sur des photographies anciennes et des souvenirs. Le château, lui, demeure une propriété privée.
Cette même année, des enseignants des universités horticoles de Tokyo et Niigata reconnaissent 12 des 29 hectares du site comme étant inspirés de jardins japonais de l'époque d'Edo,. Bien que comportant des éléments hybrides thais et khmers provenant des expositions coloniales, ou qui évoque plus une bergerie XVIIIe où sont installées les pompes hydrauliques, le jardin reproduit par son plan la philosophie d'un jardin japonais de l'époque Edo, symbole de l'évolution de la vie humaine. La rivière, qui court d'Est en Ouest, redouble la symbolique de la course du soleil de la naissance et la mort. Dans le premier lac calme, l'île de la grue et de la tortue symbolise le paradis shintoïste des esprits immortels. Autour, le choix des arbres et de leurs couleurs alternant aux quatre saisons, évoque la jeunesse du printemps, la force de l'âge mûr de l'été, la richesse de l'automne et le passage vers la mort de l'hiver (le repos), alors que près du « jardin de la pagode » un mouvement d'eau rappelle les aléas de la vie humaine,.
La flamme postale de la cité de Maulévrier, utilisée dans les années 1990, montre un aperçu de « son parc botanique et oriental ».
En 2004, le jardin est labellisé « jardin remarquable » par le ministère de la Culture.
Le parc fête ses trente ans d'ouverture au public en 2015. À cette occasion, il accueille une exposition itinérante retraçant la période 1985-2015.
En 2021, le parc annonce la réhabilitation de l'île du couchant et l'installation de « azumaya » (abris), pour développer la partie du jardin consacrée à la sagesse. Au printemps, le parc fête l'hanami, c'est-à-dire la floraison des arbres fruitiers, notamment des cerisiers.
Il existe aussi une exposition permanente de bonsaïs et de céramiques. Chaque année, les Journées d'exception présentent des animations et œuvres de land art et durant l'année des cours de tir à l'arc (Kyudojo).
La fréquentation annuelle du parc est estimée à 150 000 visiteurs.
Un projet d'agrandissement prévu pour se terminer en 2022 est en cours. Le nouveau terrain, d'un style plus épuré, s'inspire du jardin de plaine de Murin-an à Kyoto, créé sous l'ère Meiji.

## Galerie

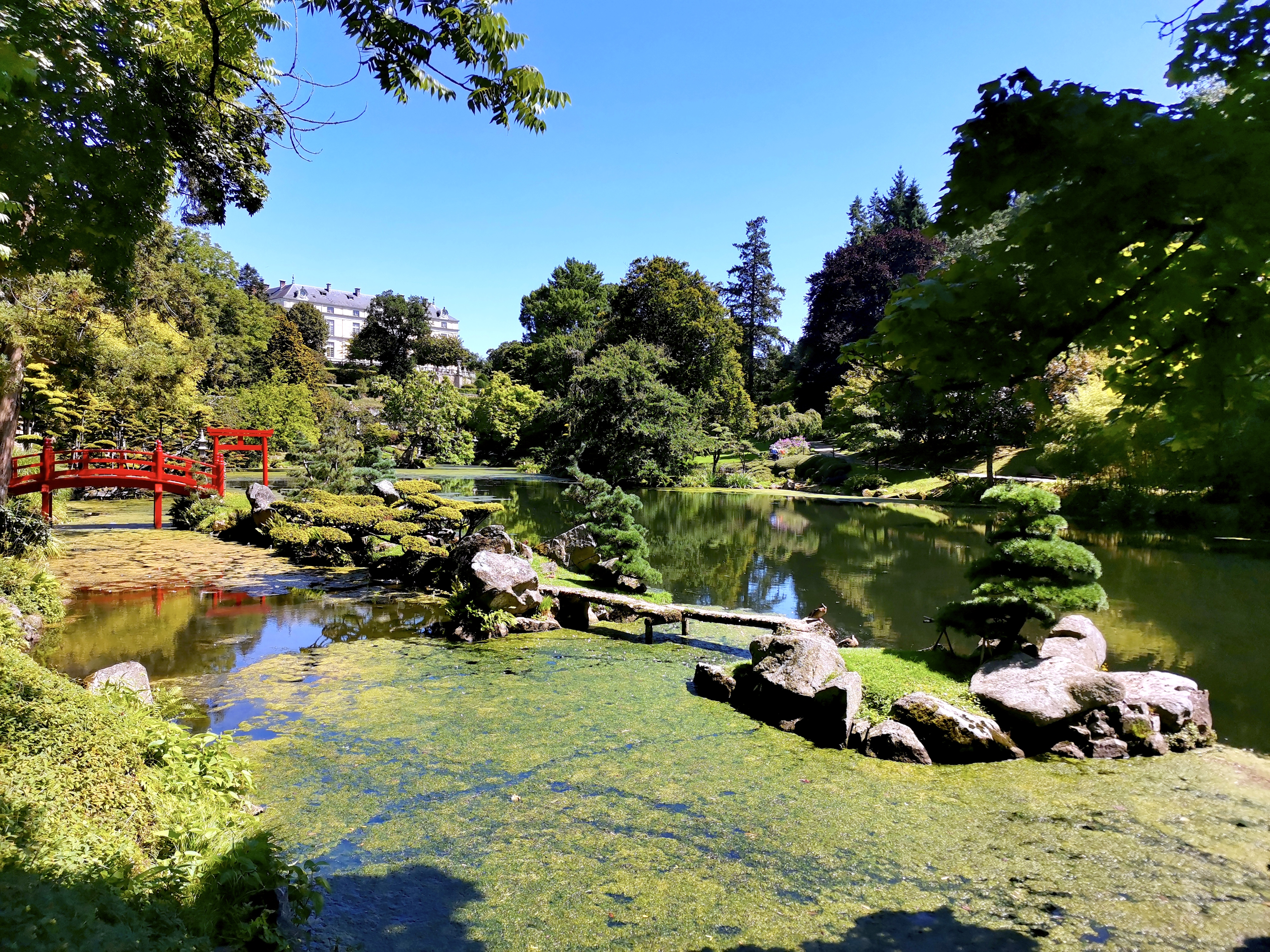
Le premier lac de Maulévrier.
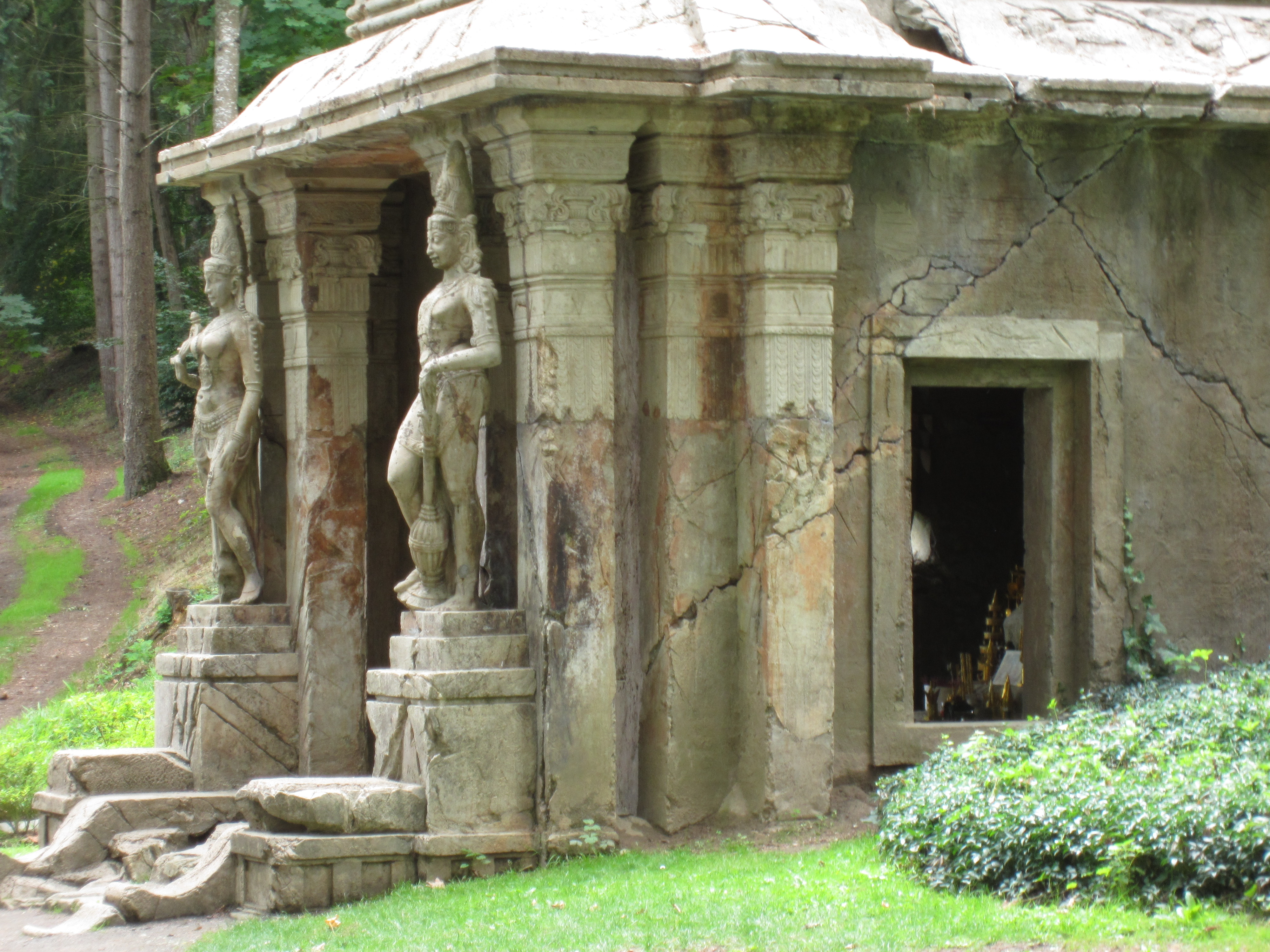
Temple Khmer composé d'éléments hybrides, moulés à Angkor et recomposé.
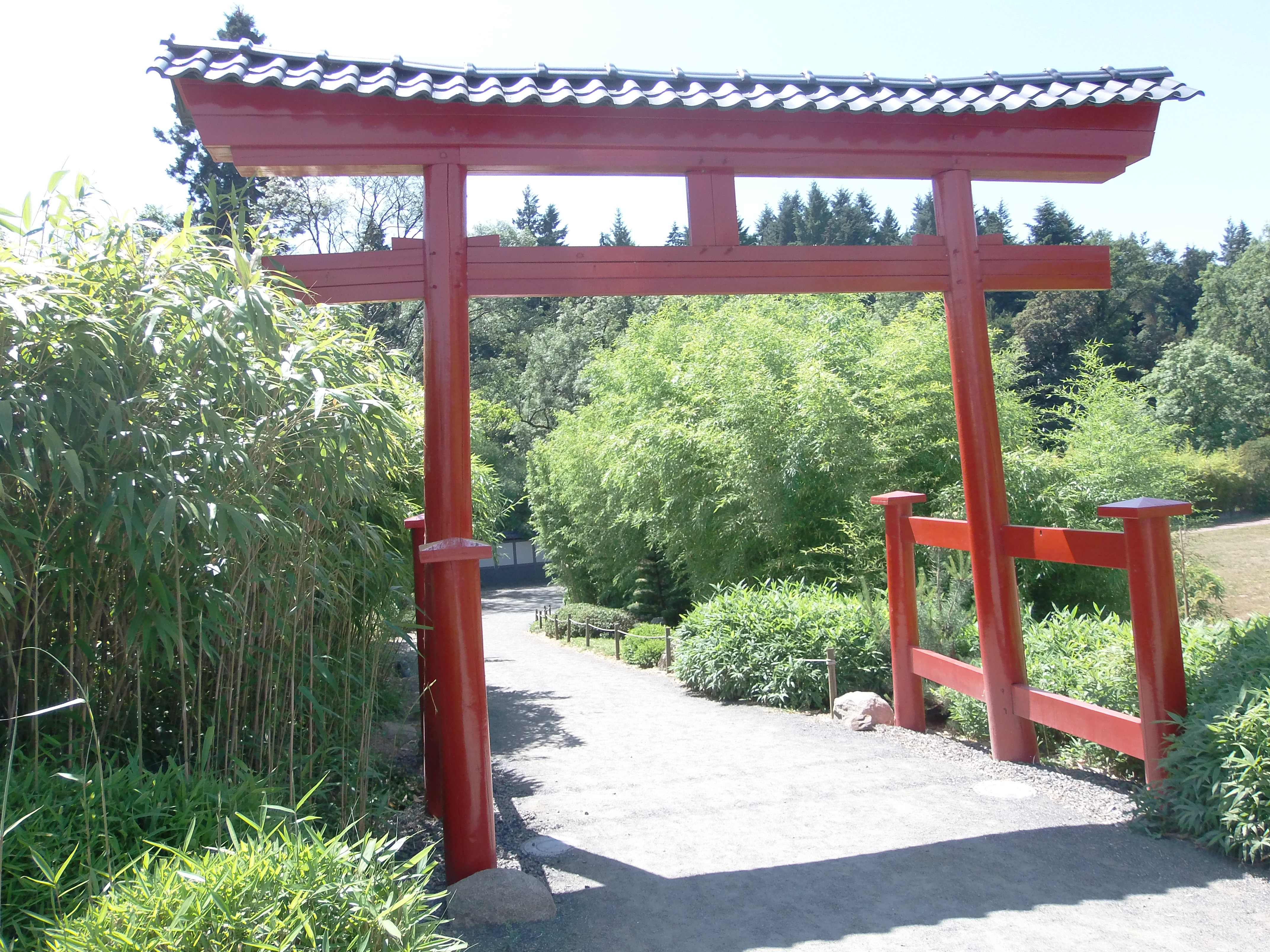
Un torii à l'entrée du parc.
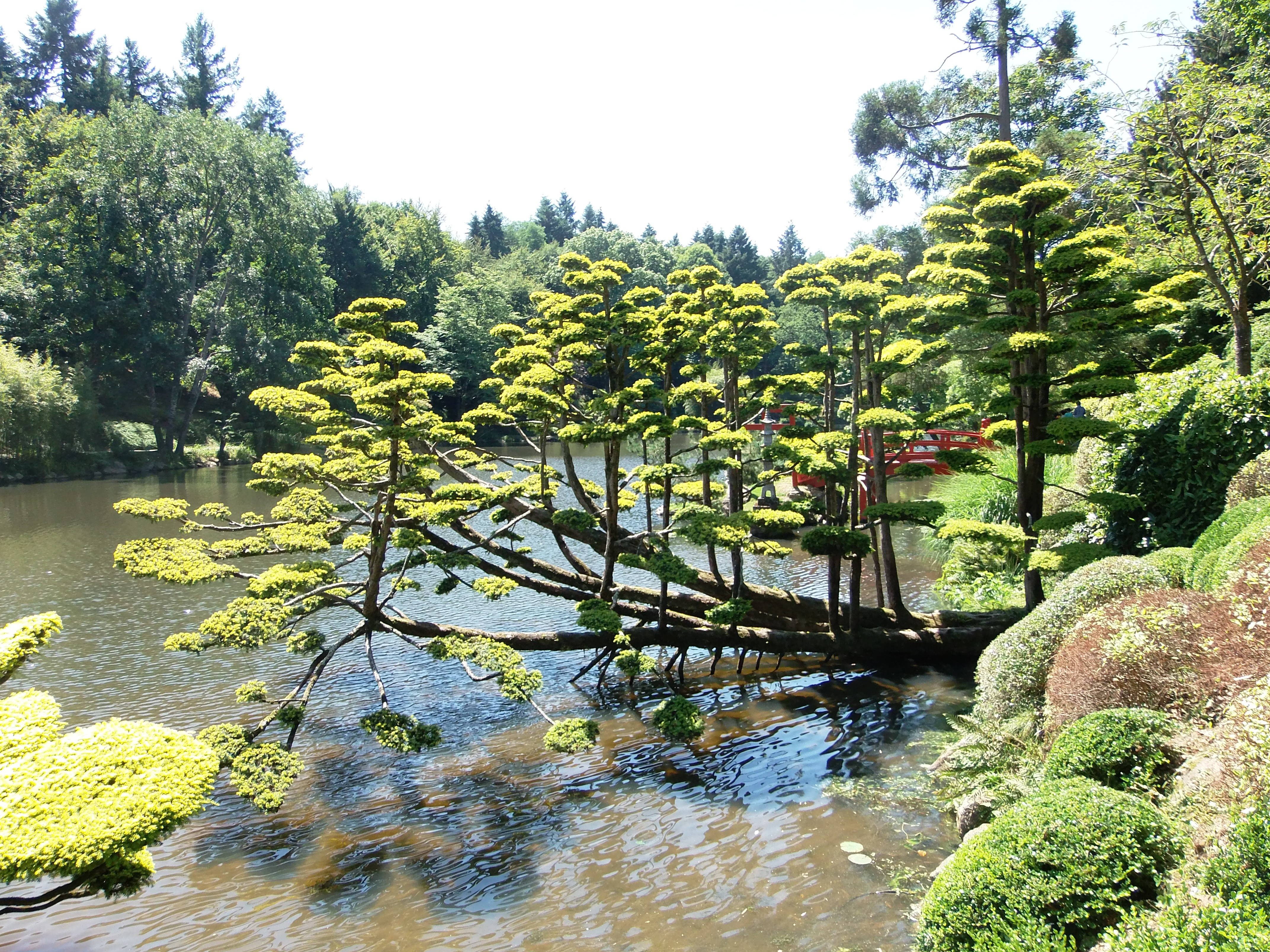
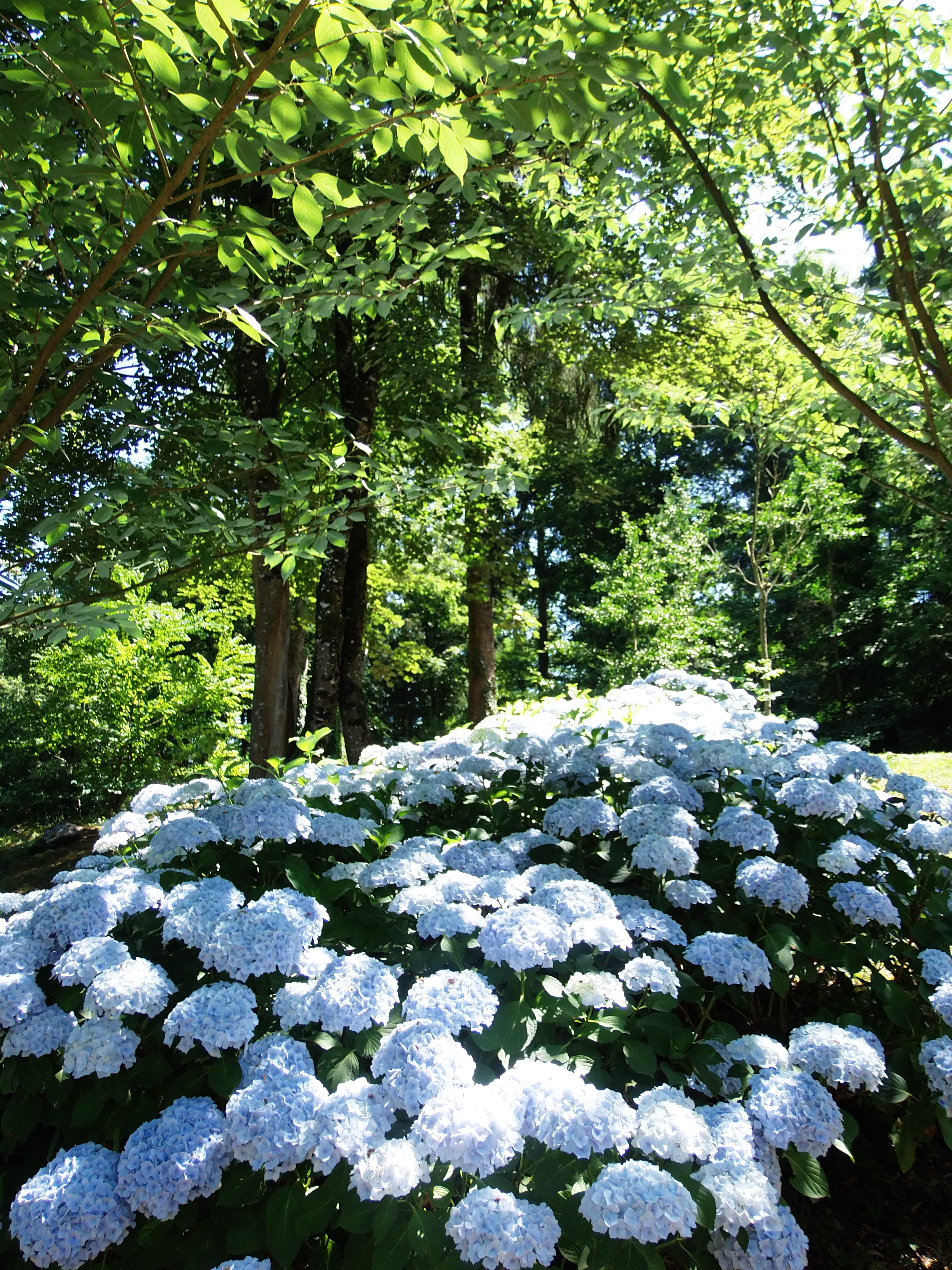
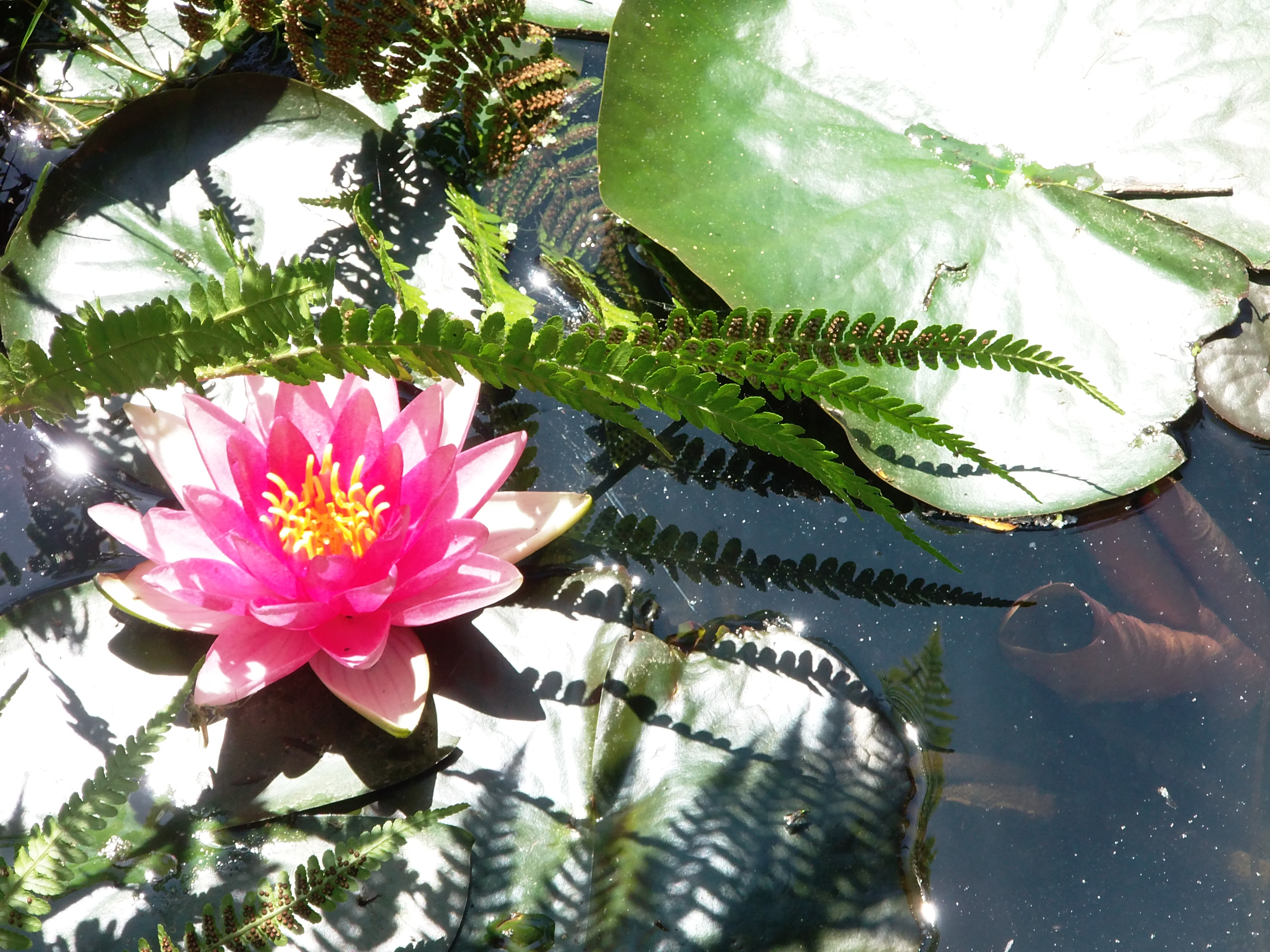
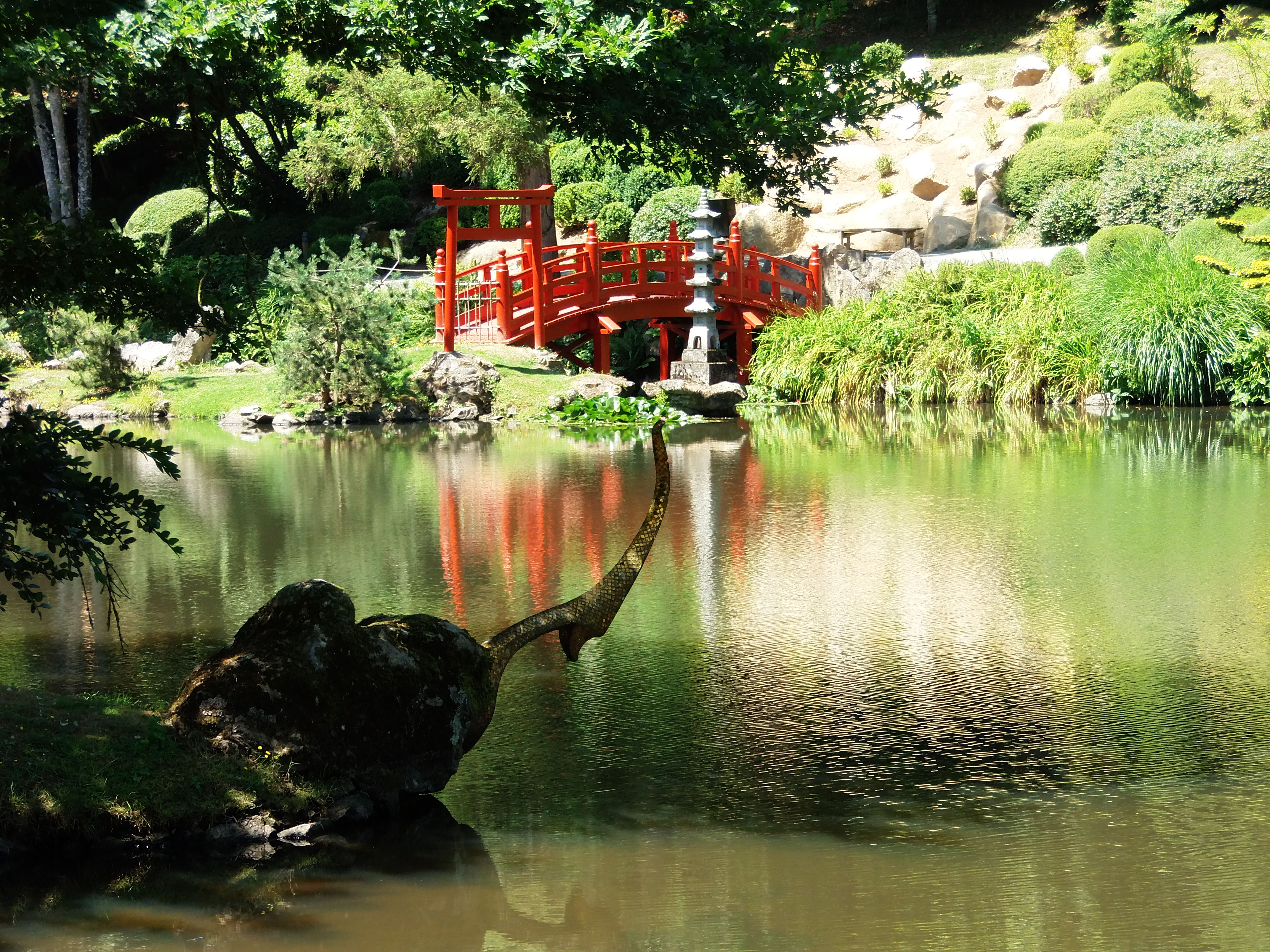
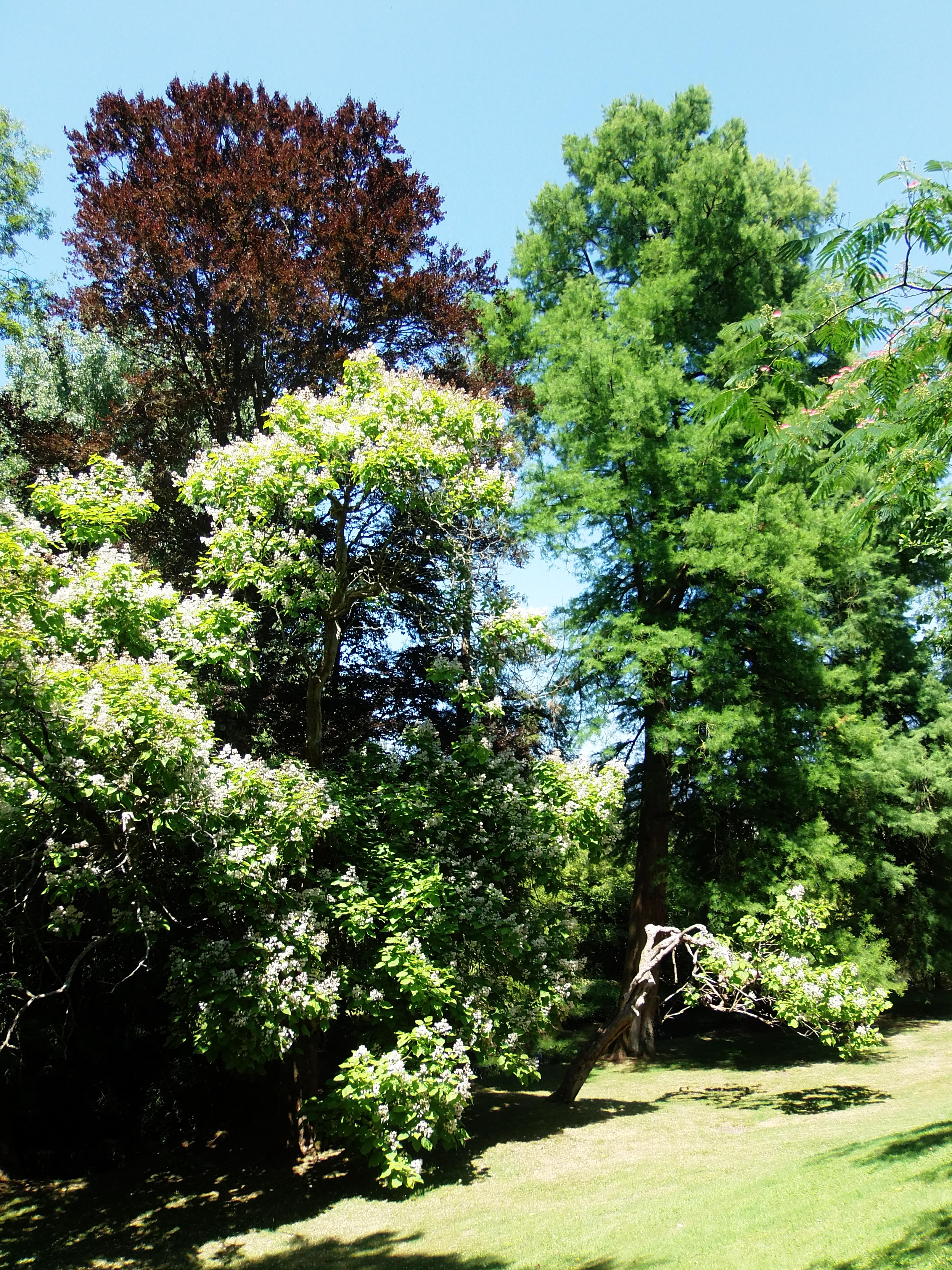
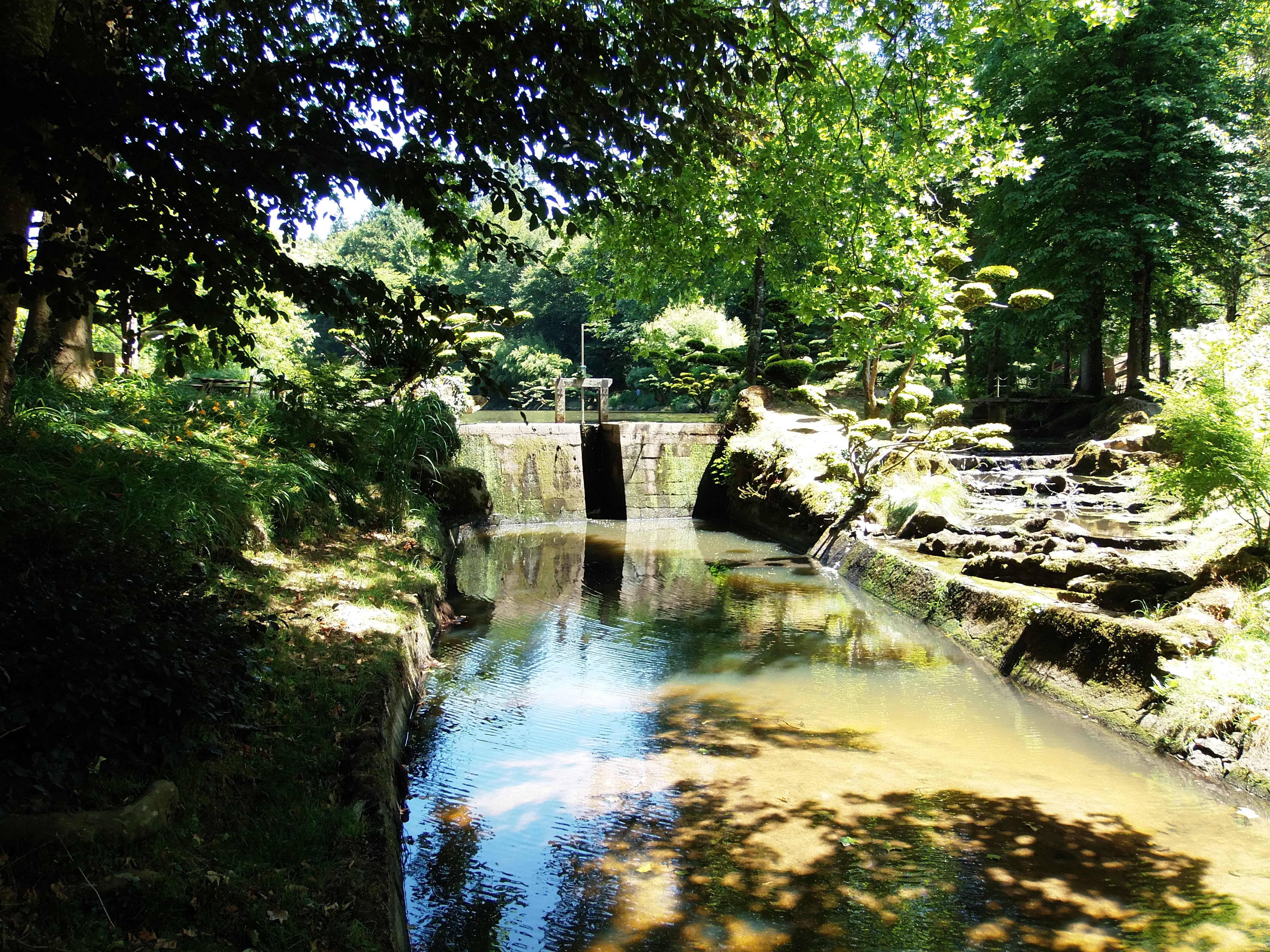
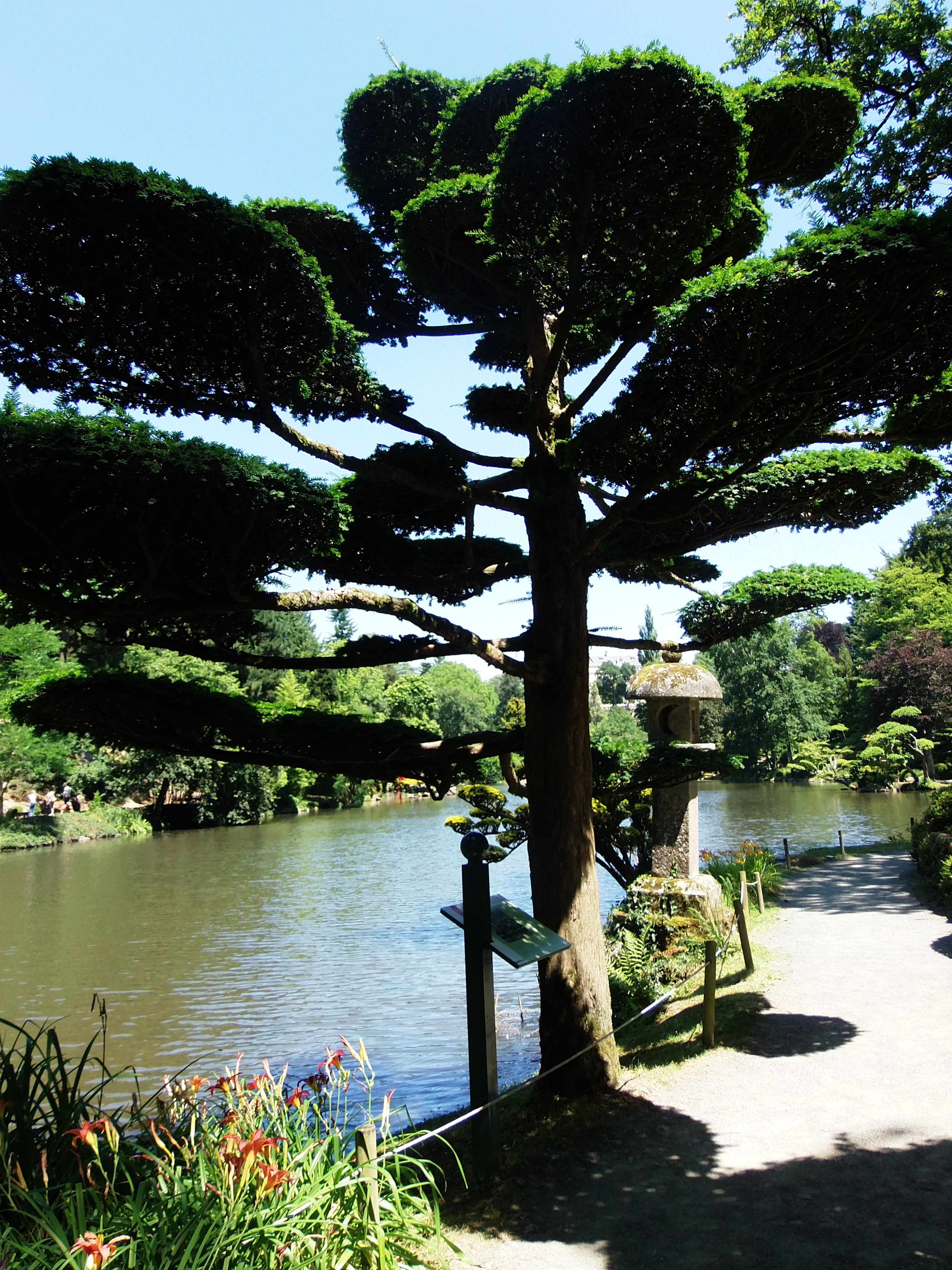
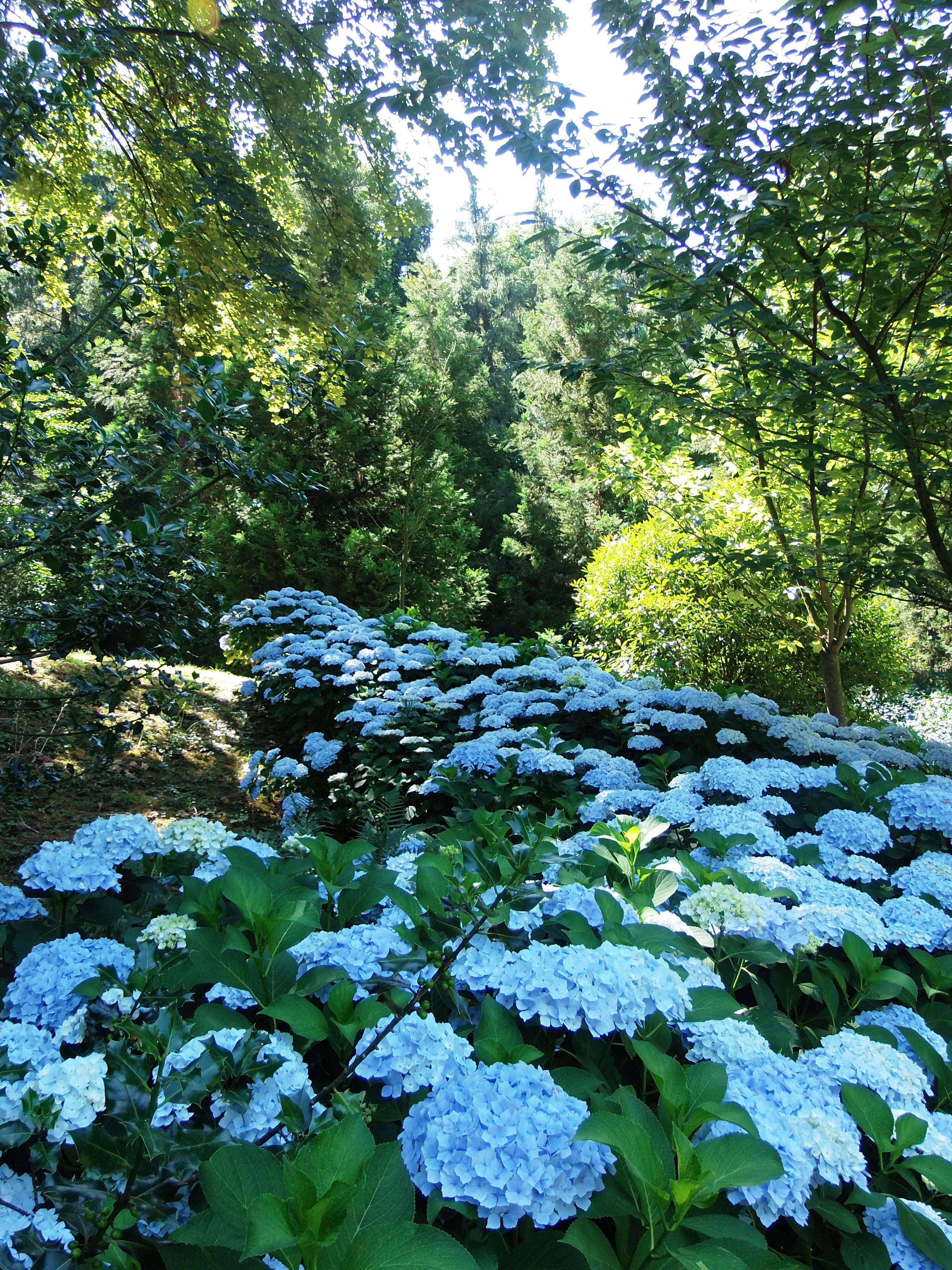